# Caius Trebatius Testa
Caius Trebatius Testa (Kr. e. 1. század) római jogász.
Lucania Velia nevű városából származott. Egészen fiatalon került Rómába, ahol megszerezte Cicero támogatását, aki beajánlotta a Galliában időző Iulius Caesar kegyeibe. Ugyan a katonai megbízatásokat visszautasította, de Caesar, később Augustus is igen nagyra becsülték jogi tudása miatt (erről Suetonius tudósít). Jó barátságban volt Horatiusszal is. Cicero szellemes, ám elpuhult embernek mondta. Igen sok, mára elveszett jogi munkát írt. Quintus Antistius Labeo az ő tanítványa volt.